# بونفيل (مسيسيبي)
بونفيل (بالإنجليزية: Booneville, Mississippi)‏ هي مدينة تقع في الولايات المتحدة في مقاطعة برنتيس. يقدر عدد سكانها بـ 8,625 نسمة ومساحتها 66.6 كم2 وترتفع عن سطح البحر 158 متر.

## التركيبة السكانية
حدّد مكتب تعداد الولايات المتحدة بيانات التركيبة السكانية لبونفيل في تعداد الولايات المتحدة. في ما يلي، التركيبة السكانية حسب تعدادي 2000 و2010.

### تعداد عام 2000
بلغ عدد سكان بونفيل 8,625 نسمة بحسب تعداد عام 2000، وبلغ عدد الأسر 3,302 أسرة وعدد العائلات 2,205 عائلة مقيمة في المدينة. في حين سجلت الكثافة السكانية 129.1 نسمة لكل كيلومتر مربع (334.4/ميل2). وبلغ عدد الوحدات السكنية 3,625 وحدة بمتوسط كثافة قدره 54.3 لكل كيلومتر مربع (140.6/ميل2).
وتوزع التركيب العرقي للمدينة بنسبة 79.88% من البيض و18.49% من الأمريكيين الأفارقة و0.30% من الأمريكيين الأصليين و0.31% من الأمريكيين ذوي الأصول الآسيوية و0.15% من الأعراق الأخرى و0.86% من عرقين مختلطين أو أكثر و0.71% من الهسبانيون أو اللاتينيون من أي عرق.
بلغ عدد الأسر 3,302 أسرة كانت نسبة 34% منها لديها أطفال تحت سن الثامنة عشر تعيش معهم، وبلغت نسبة الأزواج القاطنين مع بعضهم البعض 47.8% من أصل المجموع الكلي للأسر، ونسبة 14.7% من الأسر كان لديها معيلات من الإناث دون وجود شريك،  بينما كانت نسبة 4.2% من الأسر لديها معيلون من الذكور دون وجود شريكة وكانت نسبة 33.2% من غير العائلات. تألفت نسبة 30.7% من أصل جميع الأسر من عدة أفراد يعيشون في نفس المنزل ونسبة 16.1% كانت تتألف من شخص يعيش بمفرده يبلغ من العمر 65 عاماً أو أكثر. وبلغ متوسط حجم الأسرة المعيشية 2.35، أما متوسط حجم العائلات فبلغ 2.93.
بلغ العمر الوسطي للسكان 34.7 عاماً. وكانت نسبة 22.2% من القاطنين تحت سن الثامنة عشر، وكانت نسبة 8.9% بين الثامنة عشر والرابعة والعشرين عاماً، ونسبة 23.5% كانت واقعةً في الفئة العمرية ما بين الخامسة والعشرين والرابعة والأربعين عاماً، ونسبة 19.9% كانت ما بين الخامسة والأربعين والرابعة والستين، ونسبة 15.5% كانت ضمن فئة الخامسة والستين عاماً فما فوق. يوجد لكل 100 أنثى 88.4 ذكر، ويوجد لكل 100 أنثى في الثامنة عشر من عمرها فما فوق 81.8 ذكر.
بلغ متوسط دخل الأسرة في المدينة 28,361 دولارًا، أما متوسط دخل العائلة فبلغ 38,918 دولارًا. وكان متوسط دخل الذكور 29,667 دولارًا مقابل 19,821 دولارًا للإناث. وسجل دخل الفرد الخاص بالمدينة 15,128 دولارًا. وكانت نسبة 11.2% من العائلات ونسبة 15.2% من السكان تحت خط الفقر، وكان من هؤلاء نسبة 16.7% تحت سن الثامنة عشر ونسبة 17.6% في الخامسة والستين من العمر وما فوق.

### تعداد عام 2010
بلغ عدد سكان بونفيل 8,743 نسمة بحسب تعداد عام 2010، وبلغ عدد الأسر 3,311 أسرة وعدد العائلات 2,142 عائلة مقيمة في المدينة. في حين سجلت الكثافة السكانية 130.9 نسمة لكل كيلومتر مربع (339.0/ميل2). وبلغ عدد الوحدات السكنية 3,701 وحدة بمتوسط كثافة قدره 55.4 لكل كيلومتر مربع (143.5/ميل2).
وتوزع التركيب العرقي للمدينة بنسبة 77.04% من البيض و20.26% من الأمريكيين الأفارقة و0.29% من الأمريكيين الأصليين و0.16% من الأمريكيين ذوي الأصول الآسيوية و0.03% من سكان جزر المحيط الهادئ و1.01% من الأعراق الأخرى و1.21% من عرقين مختلطين أو أكثر و1.89% من الهسبانيون أو اللاتينيون من أي عرق.
بلغ عدد الأسر 3,311 أسرة كانت نسبة 31.1% منها لديها أطفال تحت سن الثامنة عشر تعيش معهم، وبلغت نسبة الأزواج القاطنين مع بعضهم البعض 43.3% من أصل المجموع الكلي للأسر، ونسبة 17.1% من الأسر كان لديها معيلات من الإناث دون وجود شريك،  بينما كانت نسبة 4.3% من الأسر لديها معيلون من الذكور دون وجود شريكة وكانت نسبة 35.3% من غير العائلات. تألفت نسبة 31.3% من أصل جميع الأسر من عدة أفراد يعيشون في نفس المنزل ونسبة 14.3% كانت تتألف من شخص يعيش بمفرده يبلغ من العمر 65 عاماً أو أكثر. وبلغ متوسط حجم الأسرة المعيشية 2.38، أما متوسط حجم العائلات فبلغ 2.98.
بلغ العمر الوسطي للسكان 36.4 عاماً. وكانت نسبة 21.3% من القاطنين تحت سن الثامنة عشر، وكانت نسبة 16.4% بين الثامنة عشر والرابعة والعشرين عاماً، ونسبة 22.6% كانت واقعةً في الفئة العمرية ما بين الخامسة والعشرين والرابعة والأربعين عاماً، ونسبة 23.6% كانت ما بين الخامسة والأربعين والرابعة والستين، ونسبة 16.2% كانت ضمن فئة الخامسة والستين عاماً فما فوق. وتوزع التركيب الجنسي للسكان بنسبة 47.6% ذكور و52.4% إناث.

## أعلام
- هايدن تومسون
- سيسيل بولتون
- جورج إي. ألين
- جيمس ماديسون كاربنتر
- هارولد بيشوب